# سانتيري باكانين
سانتيري باكانين (بالفنلندية: Santeri Pakkanen)‏ هو لاعب كرة قدم فنلندي في مركز حراسة المرمى، ولد في 7 مايو 1998 في Hausjärvi ‏ في فنلندا. لعب مع نادي لاهتي.

## وصلات خارجية
- سانتيري باكانين على موقع قاعدة بيانات كرة القدم.إي يو (الإنجليزية)
- سانتيري باكانين على موقع Soccerway.com (الإنجليزية)